# Fumio Kawaguchi
Fumio Kawaguchi (jap. 川口 文夫, Kawaguchi Fumio; * 8. September 1940 in Kōta) ist ein japanischer Manager. Kawaguchi war Vorstandsvorsitzender des Elektrizitätsversorgers Chūbu Denryoku und ist gegenwärtig Berater dieses Unternehmens. Daneben ist er Vorsitzender des regionalen Wirtschaftsverbandes Chūbu Keizai Rengōkai, Vorstandsvorsitzender des Kabelfernsehsenders Nagoya Kēburubishon, Vorsitzender der Stiftung Chūbu Sangyō Chiiki Kasseika Sentā, geschäftsführender Repräsentant der gemeinnützigen Gesellschaft Seiron Konwaikai, Ratsmitglied der Non-Profit-Organisation für Katastrophenschutz Nihon Bōsaishikikō, Berater des Fußballvereins Nagoya Grampus. Er war außerdem Honorarkonsul der Bundesrepublik Deutschland für die Präfektur Aichi bis November 2017.

## Leben
Kawaguchi stammt aus der Gemeinde Kōta im Landkreis Nukata in der japanischen Präfektur Aichi. Er besuchte die präfekturale Oberschule in Okazaki und schloss 1964 ein Studium an der Handelswissenschaftlichen Fakultät 1 der Waseda-Universität ab. Im selben Jahr trat er in die Firma Chūbu Denryoku ein. Er war dort unter anderem Abteilungsleiter der Abteilung Materialien, Leiter der Zweigstelle Nagoya und geschäftsführender Direktor. Im Juni 2001 wurde er leitender Präsident, im Juni 2005 Vorsitzender des Unternehmens. Im Mai 2006 trat er sein Amt als Vorsitzender des regionalen Wirtschaftsverbandes Chūbu Keizai Rengōkai an. Am 25. Juni 2010 trat er vom Vorsitz von Chūden Denryoku zurück und wurde Berater des Unternehmens.
Von 30. März 2007 bis 16. November 2017 war Fumio Kawaguchi Honorarkonsul der Bundesrepublik Deutschland in Nagoya (zuständig für die Präfektur Aichi).